# Cuphea schumannii
Cuphea schumannii är en fackelblomsväxtart som beskrevs av Emil Bernhard Koehne. Cuphea schumannii ingår i släktet blossblommor, och familjen fackelblomsväxter. Inga underarter finns listade i Catalogue of Life.